# Actinodochium concinnum
Actinodochium concinnum är en svampart som beskrevs av Syd. 1927. Actinodochium concinnum ingår i släktet Actinodochium, divisionen sporsäcksvampar och riket svampar.   Inga underarter finns listade i Catalogue of Life.